# NGC 6971
NGC 6971 (другие обозначения — PGC 65462, UGC 11637, MCG 1-53-2, ZWG 400.3) — спиральная галактика (Sb) в созвездии Дельфин.
Этот объект входит в число перечисленных в оригинальной редакции «Нового общего каталога».